# Podocarpus perrieri
Podocarpus perrieri — вид хвойних рослин родини подокарпових.

## Поширення, екологія
Країни поширення: Мадагаскар. Зустрічається в східних субвологих лісах, на висоті між 1200 м і 2000 (-2500?) м над рівнем моря. У типовій місцевості, на 1200 м над рівнем моря, цей вид досягає 30 м у висоту.

## Використання
Комерційне використання не записане для цього виду, але він, безсумнівно, використовується локально для дров і, якщо дерева є достатньо великими, для будівництва.

## Загрози та охорона
Вирубка лісів є серйозною в цьому регіоні і цей вид не відомий з будь-яких охоронних територій.